# Minuartia euxina
Minuartia euxina är en nejlikväxtart som beskrevs av M. V. Klokov. Minuartia euxina ingår i släktet nörlar, och familjen nejlikväxter. Inga underarter finns listade i Catalogue of Life.